# Campolara
Campolara – gmina w Hiszpanii, w prowincji Burgos, w Kastylii i León, o powierzchni 13,24 km². W 2011 roku gmina liczyła 59 mieszkańców.